# 白鳥由里
白鳥 由里（しらとり ゆり、1968年8月20日 - ）は、日本の女性声優、歌手。神奈川県出身。

## 経歴
小さい頃、テレビは8時までと決められていて、必然的にテレビアニメを見ることが多かったという。アニメに関しては絵が喋っていると思っていたが、母親から「声を当てている人がいる」と教えてもらい、声優という職業を知ったきっかけであるという。
昔はスポーツ少女で、パラグライダーや乗馬も得意だった。中学時代までソフトボール部でピッチャーをしていたという。高校時代にそれまでは、「女の子でもなんとかなるんじゃないか」と思っていたという甲子園の夢が破れてしまったこと、毎日同じことを繰り返すのは苦手であり、「役者になったら、毎日違ったことができるんじゃないか」と思ったという。
高校在学中から、実写映画出演、俳優養成所に入所するためのオーディションなどを受けていたという。その中のひとつ、日本ナレーション演技研究所の試験に合格したのをきっかけに、声優への道を歩むことになり、元々声優になりたかったわけではなかったが「決めた!やってやろう」と思ったという。同演技研究所の第3期特待生でこの時の特待生には他に岩永哲哉がいた。養成所の同期は横山智佐。
1989年に『魔動王グランゾート』のヒルダ役で声優デビュー。1991年に『トラップ一家物語』の小さいマリア役で初レギュラー。声優業だけでなく、歌手としてアルバムなども出している。デビューより所属していたアーツビジョンを退所し、2005年7月1日から2025年まで81プロデュースに所属。

## 人物・エピソード
役柄としては、可憐な少女役、澄んだ少女のヒロイン的キャラクターで知られる。
初めてのアフレコの際は嬉しくて、前の夜に枕元に台本を置いて眠ったという。
『とんでぶーりん』の国分果林の身長・体重は当時の白鳥の公式のものを流用している。また、『とんでぶーりん』初期は初の声の主演、これまでと違う役柄というプレッシャーから半泣きで声を演じていたという。役を演じたことで「私は色んな役ができるんだ、どんな役をしてもいいんだ」と自由な気持ちになったと話している。
『大草原の小さな天使 ブッシュベイビー』でマーフィーの声を演じることが決まった後、鳴き声を観察して演技の参考にするため、動物園に向かった。しかしブッシュベイビーは滅多に鳴かない生物であり、結局2時間の間、檻の前で観察し続けた努力は徒労となったという。
スプレーペイントで家の家具をパステルグリーンとイエローにしていたが、部屋を閉め切っていたため、バスルームの壁や鼻をかんだらそれまで緑色になってしまったことがあるという。
趣味・特技はフランス語、パラグライダーA級ライセンス。
妹がいる。

## 出演
太字はメインキャラクター。

### テレビアニメ
1989年
- 魔動王グランゾート（ヒルダ）
- YAWARA!（女子生徒B）

1990年
- PEACH COMMAND 新桃太郎伝説（白雪）
- 魔神英雄伝ワタル2（1990年 - 1991年、チェンミン、魔少女）
- 私のあしながおじさん（孤児B）

1991年
- おばけのホーリー（グルグルン）
- おぼっちゃまくん（みわりん、カトリーヌ）
- OH!MYコンブ（タラコ）
- ゲンジ通信あげだま（女の子、白鳥ユリ）
- ちびまる子ちゃん（1991年 - 1996年、まち子ちゃん、長山小春〈初代〉）
- トラップ一家物語（小さいマリア）
- 丸出だめ夫（ウメコ、モモコ、姉妹）
- 横山光輝 三国志

1992年
- あしたへフリーキック（笠山ミク、栗原ユミ）
- 風の中の少女 金髪のジェニー（ベティ）
- 元気爆発ガンバルガー（1992年 - 1993年、結城千夏）
- コボちゃん（ハナコ）
- 大草原の小さな天使 ブッシュベイビー（マーフィー）
- 伝説の勇者ダ・ガーン（1992年 - 1993年、桜小路螢）
- 姫ちゃんのリボン（野々原愛子）
- ママは小学4年生（立花えり子）
- みかん絵日記（女の子）
- 幽☆遊☆白書（1992年 - 1995年、さやか、少女、雪菜、プー、喪々連邪）

1993年
- クレヨンしんちゃん（てるのぶ〈2代目〉）
- SLAM DUNK（島村葉子）
- 南国少年パプワくん（テヅカくん）

1994年
- 愛と勇気のピッグガール とんでぶーりん（1994年 - 1995年、国分果林 / ぶ〜りん）
- あそぼトイちゃん（ラビ、カヨ）
- 機動武闘伝Gガンダム（セシル）
- 3丁目のタマ うちのタマ知りませんか?（第2期）（エミ）
- 覇王大系リューナイト（イアン）
- 魔法騎士レイアース（1994年 - 1995年、モコナ、プリメーラ）

1995年
- アニメ世界の童話（眠れる森の美女）
- 愛天使伝説ウェディングピーチ（れい子）
- ご近所物語
- 十二戦支 爆烈エトレンジャー（赤ずきん）
- ママはぽよぽよザウルスがお好き（1995年 - 1996年、保与田ヒョウガ）

1996年
- 家なき子レミ（サラ）
- 快傑ゾロ（ジーナ）
- 怪盗セイント・テール（みゆき）
- ゲゲゲの鬼太郎（第4作）（パッパ）
- 地獄先生ぬ〜べ〜（1996年 - 1997年、ゆきめ）
- セイバーマリオネットJ（1996年 - 1998年、チェリー） - 2シリーズ
- 逮捕しちゃうぞ（山田やすよ）
- みどりのマキバオー（本多麗）
- YAT安心!宇宙旅行（カオルちゃん）
- るろうに剣心 -明治剣客浪漫譚-（三条燕）

1997年
- アニメがんばれゴエモン（ロクデーナシ）
- 吸血姫美夕（リリス）
- CLAMP学園探偵団（アニタ）
- 剣風伝奇ベルセルク（1997年 - 1998年、シャルロット）
- 少女革命ウテナ（桐生七実）
- 超魔神英雄伝ワタル（チルド）
- HARELUYA II BØY（揉山静花）
- HAUNTEDじゃんくしょん（二の君）
- ポケットモンスター（フウコ）

1998年
- Only・You ビバ!キャバクラ（ミドリ）
- ポポロクロイス物語（ナルシア、カイ）
- Bビーダマン爆外伝（しらさぎロン）
- ももいろシスターズ（村上桃子）

1999年
- アークザラッド（リア）
- 臣士魔法劇場 リスキー☆セフティ（ファジー・サーシェス）
- GTO（浅倉恵）
- 週刊ストーリーランド（1999年 - 2000年、久美、乗客B）
- 天使になるもんっ!（アイカ）
- パワーストーン（キャッシー）
- 魔術士オーフェン Revenge（エアロカスタム）
- モンスターファーム シリーズ（1999年 - 2000年、モッチー） - 2シリーズ

2000年
- 金田一少年の事件簿（荻野千花）
- GTO（浅倉恵）
- STRANGE DAWN（アリラ王女、術師）
- それいけ!アンパンマン（2000年 - 2003年、タータン〈2代目〉、ヤギオ、モモ、はるさめさん〈初代〉、ポップコーンマン、タンポポちゃん〈2代目〉）
- ドラえもん（テレビ朝日版第1期）（2000年 - 2001年、ユイ、女の子B、女の子A、TVナレーション、ユキちゃん）
- BRIGADOON まりんとメラン（区役所の女性）
- BOYS BE…（水谷亜紀）
- 女神候補生（チューン・ユーグ）
- 闇の末裔（閂若葉）
- ラブひな（2000年 - 2001年、成瀬川メイ） - 1シリーズ + 特別編2作品
- 六門天外モンコレナイト（仔馬〈ペガサス〉）

2001年
- 機動天使エンジェリックレイヤー（小林鳩子）
- コスモウォーリアー零（ヘルマティア）
- ジャングルはいつもハレのちグゥ（ラヴェンナ）
- だぁ!だぁ!だぁ!（夢小路小梅）
- ちっちゃな雪使いシュガー（雪使い）
- ナジカ電撃作戦（エリス）
- PROJECT ARMS（キャロル）

2002年
- あたしンち（ミエ）
- 犬夜叉（こうめ）
- プリンセスチュチュ（りりえ）
- 陸上防衛隊まおちゃん（菊一文字参号）

2003年
- ソニックX（マリア）
- ポケットモンスター アドバンスジェネレーション（2003年 - 2005年、ツツジ、イズナ、ナミコ、アヅミ）
- ポケットモンスター サイドストーリー（ヒメグマ）

2004年
- かいけつゾロリ（宇宙人のお姫様）
- 蒼穹のファフナー（少年）
- 忘却の旋律（フライングばにー）
- 名探偵コナン（2004年 - 2019年、深津はるみ、東尾マリア〈初代〉、久瀬未紘）

2005年
- 奥さまは魔法少女（金城うるる / ジョアナ・ゴーチェ）
- かりん（エルダ・マーカー）
- とっとこハム太郎（キャンディーちゃん）
- 魔法先生ネギま!（2005年 - 2006年、相坂さよ） - 2シリーズ

2006年
- オーバン・スターレーサーズ（パラダイス）
- 涼宮ハルヒの憂鬱（喜緑江美里）
- 恋する天使アンジェリーク〜心のめざめる時〜（神鳥の女王）
- 地獄少女 二籠（紅林令子）
- 姫様ご用心（小出まり）
- ふしぎ星の☆ふたご姫 Gyu!（2006年 - 2007年、ビビン）
- まじめにふまじめ かいけつゾロリ（宇宙人のお姫様）

2007年
- おじゃる丸（テン子）
- きらりん☆レボリューション シリーズ（2007年 - 2008年、綾、白浜みさき） - 2シリーズ
- ハローキティ りんごの森シリーズ（モンティーヌ） - 2シリーズ
- やさいのようせい N.Y.SALAD（芽キャベツ）

2008年
- スケアクロウマン（マリー）
- 全力ウサギ（クイナちゃん）
- 二十面相の娘（田端）

2009年
- 極上!!めちゃモテ委員長（2009年 - 2010年、星野姫香） - 2シリーズ

2016年
- かみさまみならい ヒミツのここたま（2016年 - 2018年、パリーヌ、西園寺あかね、シャーロット）

2017年
- UQ HOLDER! 〜魔法先生ネギま!2〜（相坂さよ）

2020年
- もっと!まじめにふまじめ かいけつゾロリ（2020年 - 2022年、コスモ姫、ピルル） - 2シリーズ

2024年
- ドラえもん（テレビ朝日版第2期）（旗）
- キミと僕の最後の戦場、あるいは世界が始まる聖戦 Season II（2024年 - 2025年、八大使徒A）

### 劇場アニメ
1991年
- サイレントメビウス2 THE MOTION PICTURE（少女）

1992年
- SDガンダムまつり SDガンダム外伝 聖機兵物語（セシリー）
- せんぼんまつばら 川と生きる少年たち（ハナ）

1993年
- SD戦国伝 天下泰平編（ガベ子）
- みいちゃんのてのひら（郁代）
- 幽☆遊☆白書（コテンニョ）

1994年
- それいけ!アンパンマン リリカル☆マジカルまほうの学校（モモ）
- 幽☆遊☆白書 冥界死闘篇 炎の絆（雪菜）

1995年
- スレイヤーズ（メリルーン）

1996年
- 地獄先生ぬ〜べ〜（ゆきめ）

1997年
- 地獄先生ぬ〜べ〜 恐怖の夏休み!! 妖しの海の伝説!（ゆきめ）
- 魔法学園LUNAR! 青い竜の秘密（セニア）

1999年
- 少女革命ウテナ アドゥレセンス黙示録（ナナミ）

2000年
- ザ☆ドラえもんズ ドキドキ機関車大爆走!（ロビン）

2001年
- いのちの地球 ダイオキシンの夏（マリア）
- スレイヤーズぷれみあむ（ルーマ）

2002年
- シックス・エンジェルズ（キャサリン・ホーク）
- 猫の恩返し（町田の彼女）

2006年
- 劇場版ポケットモンスター アドバンスジェネレーション ポケモンレンジャーと蒼海の王子 マナフィ（マナフィ）

2007年
- ねずみ物語 〜ジョージとジェラルドの冒険〜（ピント）

2011年
- 劇場版 魔法先生ネギま! ANIME FINAL（相坂さよ）

2017年
- 映画かみさまみならい ヒミツのここたま 奇跡をおこせ♪テップルとドキドキここたま界（パリーヌ）

### OVA
1990年
- 花のあすか組!2（尾木はるみ）
- 冒険!イクサー3（霞渚）

1991年
- うっちゃれ五所瓦（女生徒A）
- ガルフォース新世紀編（パール）
- 孔雀王3 櫻花豊穣（沢ロリエ）
- BURN-UP（サヤカ）

1992年
- 甲竜伝説ヴィルガスト（レミ）
- リカちゃんの日曜日（トモ）

1993年
- ぼくの地球を守って（坂口亜梨子）
- ロックマン 星に願いを（茜）

1994年
- イースIV The Dawn of Ys 新作OVA 予告編（リーザ）
- 湘南純愛組!（女子生徒）
- 臀撃おしおき娘ゴータマン（天地真理）
- 覇王大系リューナイト アデュー・レジェンド（少女）
- 爆炎CAMPUSガードレス（由佳）

1995年
- 戦ー少女イクセリオン（甲斐渚）
- SMガールズ セイバーマリオネットR（チェリー）
- GOLDEN BOY さすらいのお勉強野郎（紀子）
- 秘境探検ファム&イーリー（メリア）
- 美少女遊撃隊バトルスキッパー（江崎佳奈未）
- 女神天国（リリス）
- 楽勝!ハイパードール（間祥子）

1996年
- ツインシグナル 〜ファミリーゲーム〜（エララ）
- パワードール・プロジェクトα（ミリセント・エヴァンス）
- パンツァードラグーン（アリータ）
- 宝魔ハンターライム（瀬尾みづき）

1997年
- AIKa（ブルーリーダー）
- 工業哀歌バレーボーイズ（美紀）
- またまたセイバーマリオネットJ（チェリー）
- レイアース（モコナ）

1998年
- でたとこプリンセス（オクチュール）

2000年
- アンジェリーク 〜白い翼のメモワール〜（アンジェリーク・リモージュ）
- 天使禁猟区（メタトロン）
- ブラック・ジャック（耕一郎少年）
- ぼくたちピチューブラザーズ・風船騒動の巻（ヒメグマ）

2001年
- アンジェリーク 〜聖地より愛をこめて〜（アンジェリーク・リモージュ）
- ラブひな（成瀬川メイ）
- るろうに剣心 -明治剣客浪漫譚- 星霜編（三条燕）

2002年
- ラブひな Again（成瀬川メイ）

2003年
- ジャングルはいつもハレのちグゥ デラックス/FINAL（ラヴェンナ）
- ぼくたちピチューブラザーズ・パーティはおおさわぎ!のまき（ヒメグマ）

2004年
- 魔法先生ネギま!（相坂さよ）
- Memories Off 3.5 想い出の彼方へ（荷嶋深歩）

2005年
- オリジナルビデオアニメーション アンジェリーク（アンジェリーク・リモージュ）

2006年
- ネギま!? 春スペシャル!? / 夏スペシャル!?（相坂さよ） - 2作品
- ピカチュウのわんぱくアイランド（ソーナノA）

2007年
- やわらか三国志 突き刺せ!! 呂布子ちゃん（松岡エリ）

2008年
- 魔法先生ネギま! OADシリーズ（2008年 - 2010年、相坂さよ） - 2シリーズ + 1作品
- やなせたかしメルヘン劇場 でかたんみみたんぽんたん（みみたん）
- やなせたかしメルヘン劇場 わらうぼうし リトル・ボオ（みみたん）

2009年
- 珍遊記 -太郎とゆかいな仲間たち-（カイカイ）

2018年
- 幽☆遊☆白書 のるかそるか（雪菜）

### ゲーム
1992年
- ダウンタウン熱血行進曲（霧島裕子、上月茜）※ナグザットが製作したPCエンジンSUPER CD-ROM2版のみ出演

1993年
- イースIV The Dawn of Ys（リーザ）
- 秘密の花園（上村奈保）

1994年
- 爆伝 アンバランスゾーン（ひらがな源子）
- 卒業写真/美姫（香村宏美）※ココナッツジャパンが製作したPCエンジンSUPER CD-ROM2版のみ出演
- パワードール2（タカス・ナミ）
- 宝魔ハンターライム（瀬尾みづき）※PS版
- 女神天国（アンジェラ）※PCエンジン

1995年
- 宝魔ハンターライム（瀬尾みづき）※SS版
- エレメントボイスシリーズ（4） 白鳥由里〜Rainbow Harmony〜（白鳥由里〈本人役〉）※実写出演
- 輝水晶伝説アスタル（レダ）
- 水滸演武（一丈青 扈三娘）

1996年
- エクストラブライト（ソニア）
- ADVANCED V.G.（梁瀬かおり）
- アンジェリークSpecial2（第256代女王アンジェリーク）
- クイズなないろDREAMS 虹色町の奇跡（森永めぐみ、妖精、ホシノマナブ）
- 月花霧幻譚〜TORICO〜（ルイス）
- はるかぜ戦隊Vフォース（葵奈月）
- 魔法少女ファンシーCoco（ココ）
- ライトニングレジェンド 大悟の大冒険（銀雪、モコモコ）
- リグロードサーガ2（ナズナ）

1997年
- エーベルージュ（ノイシュ・アマルフィ）
- Queens Road（イシュタル・ゾル）
- こみっくろーど（主人公）
- 地獄先生ぬ〜べ〜（ゆきめ）
- セイバーマリオネットJ BATTLE SABERS（チェリー）
- だいすき（鴛淵茜）
- ドキドキプリティリーグ（牧野泉）
- 魔法学園LUNAR!（セニア）
- 女神天国II（アンジェラ）※PC-FX版
- ホワイトダイアモンド（アルティナ）

1998年
- アイドル雀士スーチーパイ 発売5周年記念めちゃ限定版○得パッケージ（梅野摩夜）
- アンジェリーク デュエット（アンジェリーク・リモージュ）
- アンジェリーク 天空の鎮魂歌（第256代旧宇宙の女王アンジェリーク）
- エーベルージュ スペシャル 〜恋と魔法の学園生活〜（カステル・アンダルシア）
- サウザンドアームズ（ミル・ウインド）
- 少女革命ウテナ いつか革命される物語（桐生七実）
- 時空探偵DD2 叛逆のアプサラル（向島ミフユ）
- ダブルキャスト（楠木翔子）
- DANCING BLADE かってに桃天使!（お狗）
- 天仙猫々 〜劇場版〜（雷羅）
- プリンセスクエスト（ミルフィーユ）
- ルルリ・ラ・ルラ（チルチル）

1999年
- ヴァルキリープロファイル（詩帆、阿衣）
- エースコンバット3 エレクトロスフィア（絋瀬玲名）
- サーカディア（朝倉優美）
- ベルセルク 千年帝国の鷹編 喪失花の章（リタ）
- 悠久幻想曲3 Perpetual Blue（更紗）

2000年
- アンジェリーク トロワ（第256代旧宇宙の女王アンジェリーク）
- 悠久組曲 All Star Project（更紗）
- サモンナイト（クラレット、ガウム）
- 対戦恋愛シミュレーション トリフェルズ魔法学園（カステル・アンダルシア）
- ポポロクロイス物語II（ナルシア、カイ）

2001年
- 機動天使エンジェリックレイヤー みさきと夢の天使達（小林鳩子）
- サモンナイト2（樋口綾、クラレット、ガウム）
- ソニックアドベンチャー2（マリア・ロボトニック）
- ソニックアドベンチャー2 バトル（マリア・ロボトニック）

2002年
- 想い出にかわる君 〜Memories Off〜（荷嶋深歩）

2003年
- アンジェリーク エトワール（第256代神鳥の女王アンジェリーク）
- メモオフみっくす（荷嶋深歩）

2004年
- スーパーロボット大戦MX（アクア・ケントルム）

2005年
- シャドウ・ザ・ヘッジホッグ（マリア・ロボトニック）
- スーパーロボット大戦MX ポータブル（アクア・ケントルム）
- 魔法先生ネギま!シリーズ（相坂さよ）
  - 1時間目 お子ちゃま先生は魔法使い!
  - 2時間目 戦う乙女たち! 麻帆良大運動会SP!

- 幽☆遊☆白書FOREVER（雪菜）

2006年
- ヴァルキリープロファイル レナス（詩帆、阿衣）
- ネギま!? 3時間目 恋と魔法と世界樹伝説!（相坂さよ）
- 魔法先生ネギま! 課外授業 乙女のドキドキ・ビーチサイド（相坂さよ）

2007年
- THE BATTLE OF 幽☆遊☆白書 〜死闘! 暗黒武術会〜 120%（プー）
- 涼宮ハルヒの約束（喜緑江美里）

2008年
- 大乱闘スマッシュブラザーズX（マナフィ）

2009年
- 涼宮ハルヒの激動（喜緑江美里）

2011年
- 涼宮ハルヒの追想（喜緑江美里）

2012年
- イース セルセタの樹海（リーザ）
- 第2次スーパーロボット大戦OG（アクア・ケントルム）

2015年
- ポポロクロイス牧場物語（ナルシア）
- ウチの姫さまがいちばんカワイイ（愛宅姫 小森 ビッキー）

2016年
- サモンナイト6 失われた境界たち（アヤ）
- スーパーロボット大戦OG ムーン・デュエラーズ（アクア・ケントルム）

2017年
- ヴァルキリーアナトミア -ジ・オリジン-（詩帆）

2018年
- ポポロクロイス物語 ナルシアの涙と妖精の笛（ナルシア）
- ネギマテ UQ HOLDER! 〜魔法先生ネギま!2〜（相坂さよ）
- リング☆ドリーム 女子プロレス大戦（納沙布 有海【2nd】）

2019年
- スーパーロボット大戦T（モコナ、プリメーラ）
- 妖怪ウォッチ ぷにぷに（ララ）

2020年
- 幽☆遊☆白書 100%本気バトル（雪菜、プー）

2021年
- ファンタジア・リビルド（チェリー）
- スーパーロボット大戦30（モコナ、プリメーラ）

2023年
- グランブルーファンタジー（ララ）

2024年
- ソニック × シャドウ ジェネレーションズ（マリア・ロボトニック）

### ドラマCD
1991年
- 集英社CDブック あなたに逢うまで…（女子B）

1992年
- 花のあすか組！2（尾木はるみ）

1993年
- 戦ー少女イクセリオン（霞渚）

1994年
- CDドラマ 英雄伝説III〜白き魔女〜（フィリー）
- 新・春香伝（春香・チュニャン）

1995年
- ボクがCDになった理由（ワケ） 龍三郎、ミュージカルする。（東野ありさ）
- CDドラマ 英雄伝説III〜白き魔女〜「わかたれた湖」（フィリー）

1996年
- 浦安鉄筋家族（長崎屋奈々子）
- レッスルエンジェルス 新女恒例!波乱必至の大忘年会 IN 下呂温泉（菊池理宇）
- スペシャルドラマ「宝魔ハンターライム」（瀬尾みずき）
- 魔法少女ファンシーCoCo（ココ）
- TWIN SIGNAL -SOUND THEATER-（エララ）
- 勇者指令ダグオン〜スペシャル・ドラマ3〜「山海高校ミステリーツァー 湯けむり美少女失踪事件」（早乙女夢美）
- 宇宙海賊宝船組！ Capter2「宇宙のダニー」（恵比須）

1998年
- 超魔神英雄伝ワタル ドラマアルバム1 - 4（1998年 - 1999年、楪、女子生徒(2)）

1999年
- クイズなないろDREAMS 虹色町の奇跡 ドラマアルバム（妖精）
- フルーツバスケット（草摩楽羅）

2000年
- アンジェリークFantasia〜ドラマ・セレクション〜（アンジェリーク・リモージュ）
- Cafe吉祥寺で R6（一ノ宮純子）

2001年
- Cafe吉祥寺で R8（女性客）
- きらきら馨る もうすぐ入内篇1、2、3（琴姫）
- ラブひな〜サイレント・イブ〜ラブひな WINTER SPECIAL（成瀬川メイ）
  - 〜キミ サクラチルナカレ!!〜 ラブひなSPRING SPECIAL（成瀬川メイ）

- スターオーシャンEX 第2巻（ココル）
- スレイヤーズぷれみあむ（ルーマ）
- ジャングルはいつもハレのちグゥ（ラヴェンナ）

2002年
- ミルククラウン（お嬢、羽月ミチル）
- ワイルドアームズ アドヴァンスド 3rdオリジナルドラマ（ベアトリーチェ）

2003年
- 想い出にかわる君 〜Memories Off〜（荷嶋深歩）

2005年
- S.S.D.S. 愛の時・迷宮〜あいのときめき〜 ドラマアルバムVol.1 - 3（ソフィー・オルレアン教授）

2006年
- ALMIGHTY×10（秋乃白雪）

2008年
- 魔法先生ネギま！ 〜白き翼 ALA ALBA〜 言っておきたい事がある！（相坂さよ）

2021年
- ガンバレ!中村くん!! オーディオドラマ（川村ひふみ）

### 吹き替え

#### 映画
- シザーハンズ（1991年、孫娘）※テレビ朝日版
- ダニエル・スティール/ファミリー・ゲーム〜美しき選択〜（1998年、ジェシカ）※テレビ東京版
- ヘイフラワーとキルトシュー（2005年、ヘイフラワー）
- トルネード 地球崩壊のサイン（2006年、リザ）※テレビ朝日版
- マーリー2 世界一おバカな犬のはじまりの物語（2011年）

#### ドラマ
- 夢見る子犬・ウィッシュボーン（1998年、エミリー）

#### アニメ
- スヌーピーとチャーリーブラウン ヨーロッパの旅（ビオレット）
- バービーのくるみ割り人形（2001年、ケリー）
- バービーのラプンツェル 魔法の絵ふでの物語（2002年、カトリーナ）
- バービーの白鳥の湖（2003年、ケリー）

#### 人形劇
- きかんしゃトーマス 魔法の線路（2000年、ターシャ）

### ナレーション
- ちゃんネプ
- AX MUSIC FACTORY

### CM
- カバヤ セボンスターチョコレート[6]
- カバヤ 赤ずきんチャチャガム[6]

### イメージビデオ
- 突撃わらしべ由里ちゃん！（1995年）
- さるとび由里ちゃん参上！（1996年）
- 声優白書 白鳥由里 clear（1996年）

### DVD
- モンスターファームスペシャル〜アニメの秘密を探れ〜（時期不明）
- 魔法先生ネギま！ 麻帆良学園中等部2-A: ホームルーム（時期不明）
- 魔法先生ネギま！ 麻帆良学園 大麻帆良祭（2006年3月29日）
- 涼宮ハルヒの激奏（2007年7月27日）

### ラジオ
- 青春アドベンチャー これは王国のかぎ（2000年、女の子のラシード）
- ラジメーションMOONWAVE・ぼくの地球を守って（文化放送・ラジオ大阪、1993年7月11日 - 10月3日）
- 俊と由里と春菜のPC-FXクラブ（1996年、文化放送）
- おしゃべりSWAN（東海ラジオ、1996年10月 - 1997年3月）

### パチンコ
- CR魔法先生ネギま！（2017年、相坂さよ[57]）

### 人形劇
- こどもにんぎょう劇場「はなさかじいさん」（シロ）

### その他コンテンツ
- サンリオキャラクター「リトルツインスターズ」（ララ）
- あの歌がきこえる

## ディスコグラフィ

### シングル
| 枚  | 発売日        | タイトル            | 規格品番   | オリコン 最高位 |
| --- | ------------- | ------------------- | ---------- | --------------- |
| ※   | 1993年10月6日 | 銀河☆ロマンス       |            |                 |
| 1st | 1995年11月1日 | あたらしいくつ      | VPDG-20637 |                 |
| 2nd | 1996年6月1日  | ガラスのSummer Days | VPDG-20666 |                 |

### アルバム
| 枚   | 発売日        | タイトル       | 規格品番   | オリコン 最高位 |
| ---- | ------------- | -------------- | ---------- | --------------- |
| 1st  | 1994年8月1日  | ANASTASIA      | VPCG-84230 |                 |
| 2nd  | 1995年11月1日 | Caramel POP    | VPCG-84269 |                 |
| ミニ | 1997年4月25日 | Baby's breath  | VPCG-84629 |                 |
| 3rd  | 1997年11月1日 | Tendance d'eau | VPCG-84637 |                 |
| 4th  | 1999年3月25日 | ニコル         | VPCG-84673 |                 |

### キャラクターソング
| 発売日   | 商品名                                                              | 歌                                                                                       | 楽曲                                                                                | 備考                                                                |
| 1995年   | 1995年                                                              | 1995年                                                                                   | 1995年                                                                              | 1995年                                                              |
| -------- | ------------------------------------------------------------------- | ---------------------------------------------------------------------------------------- | ----------------------------------------------------------------------------------- | ------------------------------------------------------------------- |
| 3月25日  | モコナの絵かきうた                                                  | 伝説の魔法騎士、モコナ（白鳥由里）                                                       | 「モコナの絵かきうた」                                                              | テレビアニメ『魔法騎士レイアース』イメージソング                    |
| 7月26日  | モコナ音頭でぷぷぷのぷ                                              | 伝説の魔法騎士、モコナ（白鳥由里）                                                       | 「モコナ音頭でぷぷぷのぷ」 「モナコ音頭でぷぷぷのぷ・盆おどり」                     | テレビアニメ『魔法騎士レイアース』イメージソング                    |
| 9月20日  | 魔法騎士レイアース ORIGINAL SONG BOOK                               | モコナ（白鳥由里）                                                                       | 「モコナの夢」                                                                      | テレビアニメ『魔法騎士レイアース』関連曲                            |
| 1996年   |                                                                     |                                                                                          |                                                                                     |                                                                     |
| 1月1日   | 魔法騎士レイアース ORIGINAL SONG BOOK 2                             | プリメーラwithモコナ（白鳥由里）                                                         | 「ロマンスの森」                                                                    | テレビアニメ『魔法騎士レイアース』関連曲                            |
| 1997年   |                                                                     |                                                                                          |                                                                                     |                                                                     |
| 11月24日 | With Rayearth                                                       | モコナ（白鳥由里）                                                                       | 「MOKONA'S GARDEN」                                                                 | OVA『レイアース』関連曲                                             |
| 12月17日 | 魔法騎士レイアース EXTRA モコナスペシャル                           | 伝説の魔法騎士、モコナ（白鳥由里）                                                       | 「モコナの絵かきうた Extra Remix」 「モコナ音頭でぷぷぷのぷ・盆おどり Extra Remix」 | テレビアニメ『魔法騎士レイアース』関連曲                            |
| 12月17日 | 魔法騎士レイアース EXTRA モコナスペシャル                           | モコナ（白鳥由里）                                                                       | 「モコナの夢 Extra Remix」                                                          | テレビアニメ『魔法騎士レイアース』関連曲                            |
| 2000年   |                                                                     |                                                                                          |                                                                                     |                                                                     |
| 8月23日  | 悠久幻想曲3 〜Perpetual Blue〜 マキシシングルコレクションVol.8 更紗 | 更紗（白鳥由里）                                                                         | 「Grateful Voices」                                                                 | ゲーム『悠久幻想曲3 Perpetual Blue』関連曲                          |
| 2003年   |                                                                     |                                                                                          |                                                                                     |                                                                     |
| 3月5日   | 想い出にかわる君 メモリーコレクションVol.2 荷嶋深歩                 | 荷嶋深歩（白鳥由里）                                                                     | 「BELIEVE」                                                                         | ゲーム『想い出にかわる君 〜Memories Off〜』関連曲                   |
| 2004年   |                                                                     |                                                                                          |                                                                                     |                                                                     |
| 5月1日   | 麻帆良学園中等部2-A 出席番号のうた                                  | 麻帆良学園中等部2-A                                                                      | 「出席番号のうた」                                                                  | テレビアニメ『魔法先生ネギま!』関連曲                               |
| 10月27日 | 魔法先生ネギま! 麻帆良学園中等部2-A 1月:闇の福音&ドール             | 闇の福音&ドール                                                                          | 「Maze of the dark」                                                                | テレビアニメ『魔法先生ネギま!』関連曲                               |
| 2005年   |                                                                     |                                                                                          |                                                                                     |                                                                     |
| 2月16日  | ハッピー☆マテリアル 1月度: Original Version                         | 麻帆良学園中等部2-A                                                                      | 「ハッピー☆マテリアル 1月度」                                                       | テレビアニメ『魔法先生ネギま!』オープニングテーマ                   |
| 3月9日   | 麻帆良学園中等部2-A:音楽の授業〈主に出席番号のうた〉                | 麻帆良学園中等部2-A                                                                      | 「出席番号のうた」                                                                  | テレビアニメ『魔法先生ネギま!』関連曲                               |
| 8月3日   | ハッピー☆マテリアル/輝く君へ〜Peace                                 | 麻帆良学園中等部2-A                                                                      | 「ハッピー☆マテリアル（31人Ver. TVサイズ）」                                        | テレビアニメ『魔法先生ネギま!』オープニングテーマ                   |
| 8月3日   | ハッピー☆マテリアル/輝く君へ〜Peace                                 | 麻帆良学園中等部2-A                                                                      | 「輝く君へ〜Peace」                                                                 | テレビアニメ『魔法先生ネギま!』エンディングテーマ                   |
| 2007年   |                                                                     |                                                                                          |                                                                                     |                                                                     |
| 1月24日  | 涼宮ハルヒの憂鬱 キャラクターソング Vol.7 喜緑江美里                | 喜緑江美里（白鳥由里）                                                                   | 「fixed mind」 「ハレ晴レユカイ 〜Ver.喜緑江美里〜」                                | テレビアニメ『涼宮ハルヒの憂鬱』関連曲                              |
| 1月24日  | ネギま!? 1000%BOX                                                   | 相坂さよ（白鳥由里）、朝倉和美（笹川亜矢奈）、超鈴音（高本めぐみ）、四葉五月（井上直美） | 「1000%SPARKING!」                                                                  | テレビアニメ『ネギま!?』オープニングテーマ                          |
| 1月24日  | ネギま!? 1000%BOX                                                   | 相坂さよ（白鳥由里）、朝倉和美（笹川亜矢奈）、超鈴音（高本めぐみ）、四葉五月（井上直美） | 「A-LY-YA!」                                                                        | テレビアニメ『ネギま!?』エンディングテーマ                          |
| 1月24日  | ネギま!? 1000%BOX                                                   | 相坂さよ（白鳥由里）、朝倉和美（笹川亜矢奈）、超鈴音（高本めぐみ）、四葉五月（井上直美） | 「1000%SPARKING!〈ユーロビートミックス〉」                                          | テレビアニメ『ネギま!?』関連曲                                      |
| 1月24日  | ネギま!? 1000%BOX                                                   | 麻帆良学園中等部3-A+ネギ・スプリングフィールド                                           | 「1000%SPARKING!」 「A-LY-YA!」                                                     | テレビアニメ『ネギま!?』関連曲                                      |
| 3月7日   | ネギま!? うたのCD（2）                                              | 相坂さよ（白鳥由里）、朝倉和美（笹川亜矢奈）                                             | 「笑顔の花」                                                                        | テレビアニメ『ネギま!?』関連曲                                      |
| 9月26日  | ネギま!? ベストアルバム                                             | 相坂さよ（白鳥由里）、朝倉和美（笹川亜矢奈）                                             | 「笑顔の花」                                                                        | テレビアニメ『ネギま!?』関連曲                                      |
| 9月26日  | ネギま!? ベストアルバム                                             | 麻帆良学園中等部3-A+ネギ・スプリングフィールド                                           | 「Hello Again」                                                                     | テレビアニメ『ネギま!?』関連曲                                      |
| 2008年   |                                                                     |                                                                                          |                                                                                     |                                                                     |
| 8月27日  | ハッピー☆マテリアル リターン                                        | 麻帆良学園中等部3-A                                                                      | 「ハッピー☆マテリアル リターン」                                                    | OAD『魔法先生ネギま！ 〜白き翼 ALA ALBA〜』オープニングテーマ       |
| 8月27日  | ハッピー☆マテリアル リターン                                        | 麻帆良学園中等部3-A                                                                      | 「輝く君へ」                                                                        | OAD『魔法先生ネギま！ 〜白き翼 ALA ALBA〜』エンディングテーマ       |
| 8月27日  | ハッピー☆マテリアル リターン                                        | 麻帆良学園中等部3-A                                                                      | 「A-LY-YA」                                                                         | テレビアニメ『ネギま!?』関連曲                                      |
| 2011年   |                                                                     |                                                                                          |                                                                                     |                                                                     |
| 8月24日  | 桜風に約束を -旅立ちの歌-                                           | ネギ・スプリングフィールド&麻帆良学園中等部3-A                                           | 「桜風に約束を -旅立ちの歌-」                                                       | 劇場版アニメ『劇場版 魔法先生ネギま! ANIME FINAL』主題歌            |
| 2017年   |                                                                     |                                                                                          |                                                                                     |                                                                     |
| 4月26日  | ここたまハッピ〜パラダイス！/うたおう♪ここったまーち！              | ERIKA / コーラス：ここたま9                                                              | 「ここたまハッピ〜パラダイス！」                                                    | テレビアニメ『かみさまみならい ヒミツのここたま』オープニングテーマ |
| 4月26日  | ここたまハッピ〜パラダイス！/うたおう♪ここったまーち！              | 四葉こころ（本渡楓） with ここたま9+ライチ                                               | 「うたおう♪ここったまーち！」                                                       | テレビアニメ『かみさまみならい ヒミツのここたま』エンディングテーマ |

### その他参加楽曲
| 発売日        | 商品名                                           | 歌       | 楽曲       | 備考                                 |
| ------------- | ------------------------------------------------ | -------- | ---------- | ------------------------------------ |
| 1995年7月21日 | CDドラマ 英雄伝説III〜白き魔女〜「わかたれた湖」 | 白鳥由里 | 「片思い」 | ゲーム『英雄伝説III 白き魔女』関連曲 |

### 作詞・作曲
1994年
- 1stオリジナルアルバム『ANASTASIA』収録
  - 青い空と自転車（作曲）
  - ぽかぽか草（作詞、作曲）
  - 永遠の水音（作詞、作曲）
  - ユメニデカケヨウ！（作詞、作曲、編曲）

1995年
- 笑顔のきもち（作曲）

1997年
- ちいさな宇宙（作詞）